# 푸시키노

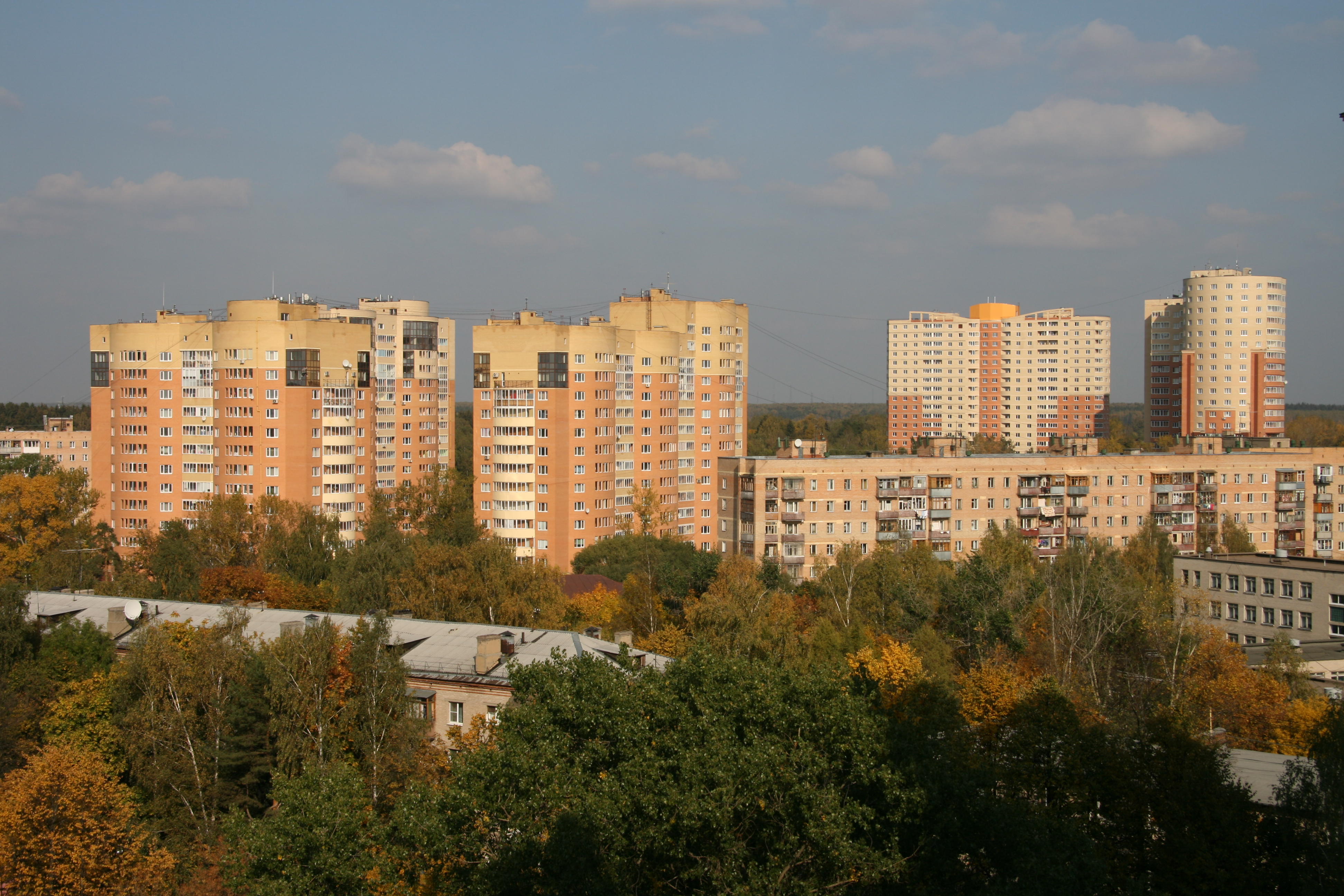

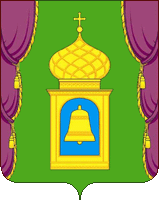
시의 휘장

푸시키노(러시아어: Пушкино)는 러시아 모스크바주에 위치한 도시로, 모스크바에서 북동쪽으로 30km가량 떨어져 있다. 인구는 2010년 기준 102,874명이다. 도시의 이름은 15세기부터 기록에 등장하며, 그 어원에 관해 마을 이름에서 유래했다는 설과 이곳의 마을을 다스리던 보야르 가문의 이름에서 유래했다는 설 등이 있다.